# Abbaye de la Thure
L'abbaye de la Thure était une abbaye de chanoinesses augustiniennes fondée au XIIIe siècle au bord de la Thure, entre Solre-sur-Sambre et Bersillies-l'Abbaye, en Belgique, dans la Province de Hainaut. Évacuée en 1792, elle a cessé d’exister comme abbaye en 1796, lorsque ses biens furent confisqués et vendus publiquement par le pouvoir révolutionnaire français.

## Géographie
En mars 1243, Nicolas II de Barbençon établit quatre religieuses augustiniennes — venues de l'abbaye de Prémy, près de Cambrai — à Marpent, leur accordant des terres dépendantes de sa maison de Jeumont ainsi que le revenu de la moitié de la dîme générée par les biens de sa grange à Villers-Sire-Nicole. Treize ans plus tard, à Pâques 1256, l’abbaye est transférée à Solre-sur-Sambre  où elle prend le nom d'abbaye de la Thure, du nom de la rivière Thure sur les bords de laquelle elle est établie.

## Histoire
En mars 1243, avec l’approbation de Gui de Laon, évêque de Cambrai, Nicolas II de Barbençon, seigneur de Jeumont, établit, à Marpent, quatre religieuses augustiniennes. Une abbaye est alors fondée, une fille de Nicolas II en est abbesse de 1271 au 20 novembre 1300, date de sa mort. Nicolas et son épouse, Élisabeth de Soissons, y sont inhumés.
Jean I de Barbançon eut une fille qui fut abbesse de la Thure sous le nom d'Isabelle II de Barbençon. Elle meurt en 1331.
Abandonnée en 1792, lors des troubles qui suivent la Révolution française, l’abbaye est supprimée en 1796. Une grande partie de ses bâtiments sont démolis durant le XIXe siècle.

## Liste des abbesses
- Agnès de Prémy (1244-1271)
- Jeanne de Barbençon (1271-1300)
- Marie de Ville (1300-1307)
- Isabelle de Barbençon (1307-1311) (+ 1331)
- Alix de Rouvroit (1311-1368)
- Julienne de Longueville (1368-1386)
- Marie de Tournai (1386-1388)
- Iolende de Quiévelon (1388-1413)
- Catherine de Maurage (1413-1432)
- Jeanne de Sars (1432-1452)
- Anne d'Ittre (1452-1497) (+ 1507)
- Marie de Willemont (1497-1507)
- Magdelaine Prévot (1507-1530)
- Eve Sohière (1531-1539)
- Roberte de Pamele (1539-1550)
- Catherine de Ligne (1550-1581)
- Jeanne de Rengomont (1581-1615)
- Bonne de Boussu (1615-1635)
- Waltrude de Bougnies (1635-1641)
- Marie de Hamal (1641-1675)
- Isabelle Mengald (1679-1728)
- Marie-Agnès Baudson (1729-1740)
- Marie-Ursule Petit (1740-1746)
- Constance Jamart (1746-1790)
- Marie-Alexandrine Dufresne (1791-1796)

## Aujourd’hui
Seuls quelques vestiges datant du XVIIe siècle (portail d’entrée et corps de logis) subsistent de nos jours, au sud du village de Solre-sur-Sambre. Il existe aussi aujourd'hui, à Solre-sur-Sambre, une ferme de l'ancienne abbaye.